# Гриманкауцы
Гриманкауцы, Гримэнкэуць (рум. Grimăncăuți) — село в Бричанском районе Молдавии. Относится к сёлам, не образующим коммуну.

## История
Первое документальное упоминание о селе датируется 1632 годом.

## География
Село расположено на северо-западе Молдовы, в 230 км от Кишинёва, занимает площадь в 4073 гектар. Высота населенного пункта — 222 метра над уровнем моря.
В деревне работают: детский сад, средняя школа, дом культуры, мельница.

## Население
По данным переписи населения 2004 года, в селе Гримэнкэуць проживает 4210 человек (2029 мужчин, 2181 женщина).
Этнический состав села:
| Национальность | Число жителей | Процентный состав |
| -------------- | ------------- | ----------------- |
| молдаване      | 4127          | 98,03             |
| украинцы       | 49            | 1,16              |
| русские        | 16            | 0,38              |
| румыны         | 14            | 0,33              |
| гагаузы        | 1             | 0,02              |
| прочие         | 3             | 0,07              |
| Всего          | 4210          | 100 %             |

## Спортивные достижения
Село известно как кузница боксёрских талантов. Заслуженный тренер Молдовы по боксу Петру Кадук подготовил в своём родном селе Гриманкауцы двух олимпийских бронзовых призёров: Виталий Грушак привез в 2000 году медаль из Сиднея, а Вячеслав Гожан — в 2008 году из Пекина.
Помимо этого, в селе родился румынский футболист Николай Симаток (1920—1979), игравший в знаменитых ФК «Барселона» и «Интер Милан».